# Delettes
Delettes is een gemeente in het Franse departement Pas-de-Calais in de regio Hauts-de-France. De gemeente maakt deel uit van het arrondissement Sint-Omaars. Delettes telde op 1 januari 2022 1.146 inwoners.

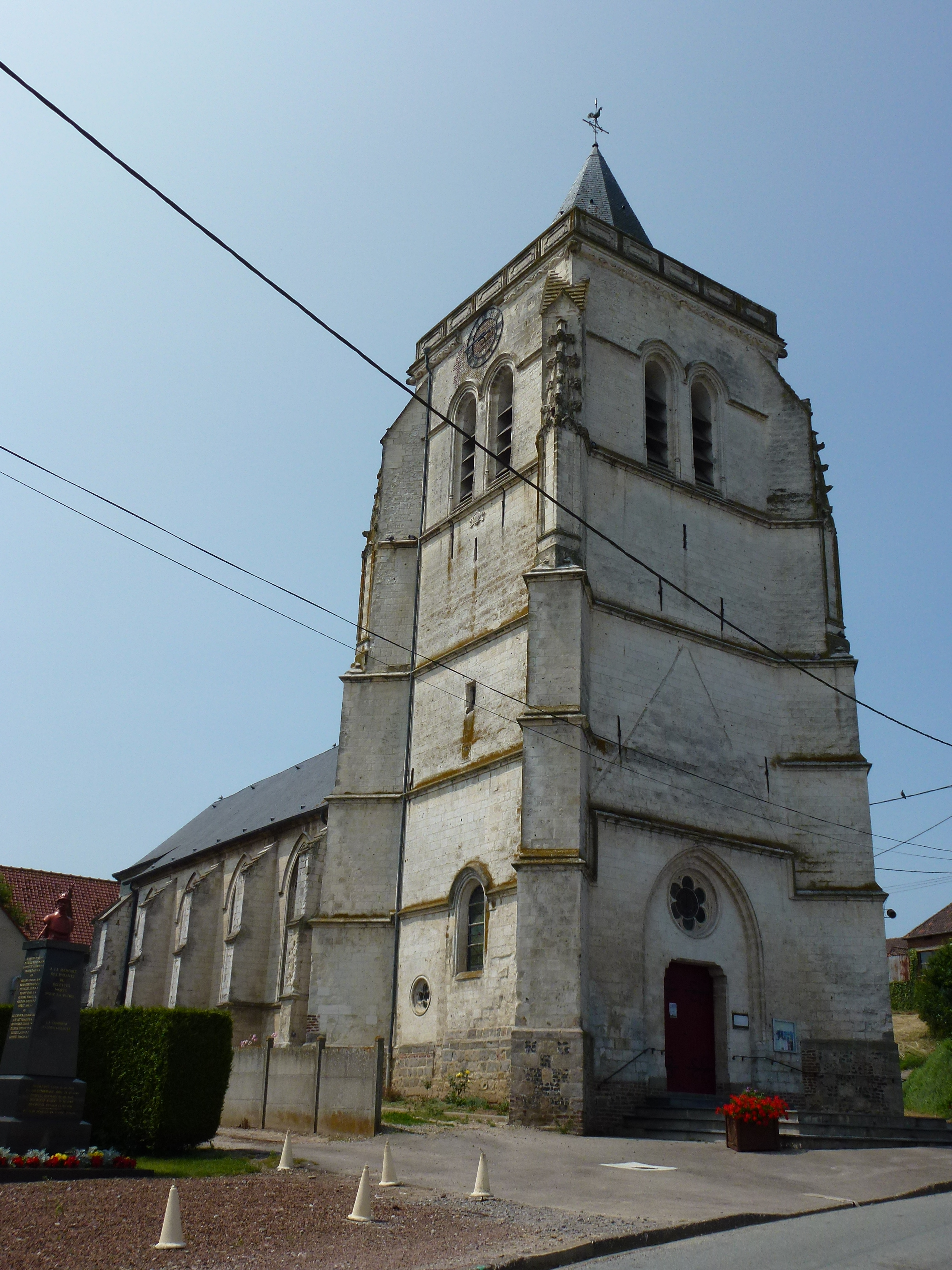
De Sint-Maximinuskerk in Delettes

## Geschiedenis
Oude vermeldingen van de plaats gaan terug tot de 11de eeuw als Diletae en Dalette van delle (bebouwbare grond). Delettes had Nielles-lès-Thérouanne als hulpkerk.
Op het eind van het ancien régime werd Delettes een gemeente, waarin ook Westrehem en Radomez werd ondergebracht. In 1822 werd buurgemeente Upen, die de dorpen Upen d'Amont en Upen d'Aval omvatte, opgeheven en bij Delettes aangehecht.

## Geografie
De oppervlakte van Delettes bedroeg op 1 januari 2022 14,69 vierkante kilometer; de bevolkingsdichtheid was toen 78 inwoners per km². Door Delettes stroomt de Leie. In het noorden van de gemeente liggen de dorpjes Upen d'Amont en Upen d'Aval. In het oosten ligt het gehucht Westrehem.

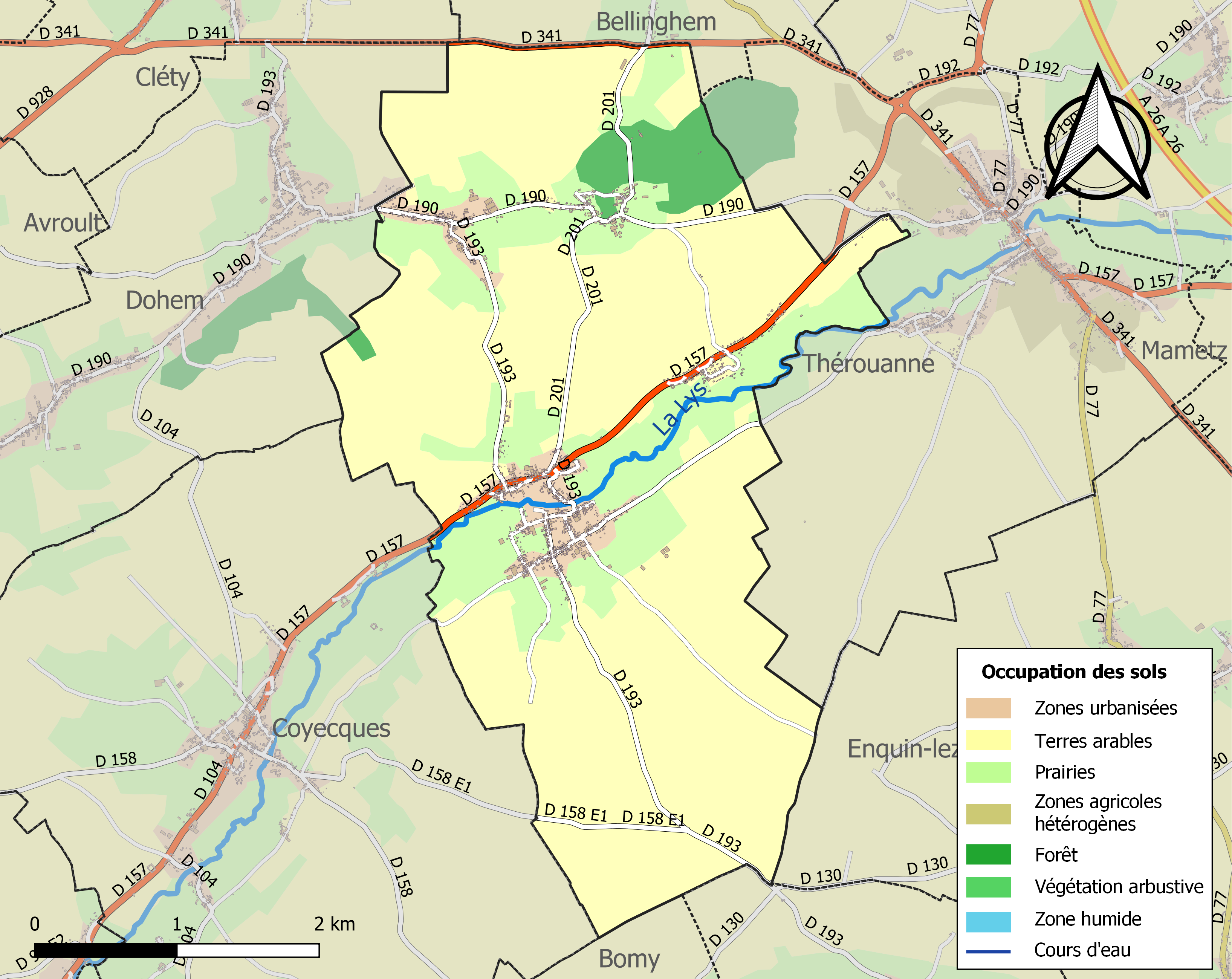
Kaart van de gemeente met belangrijkste infrastructuur, bodemgebruik en omliggende gemeenten

## Bezienswaardigheden
- De Sint-Maximinuskerk (Église Saint-Maxime), gebouwd in de 17e eeuw, met een zware voorgebouwde toren van 1617.
- Op de gemeentelijke Begraafplaats van Delettes bevindt zich een Brits oorlogsgraf uit de Eerste Wereldoorlog.

## Demografie
Onderstaande figuur toont het verloop van het inwonertal (bron: INSEE-tellingen).

## Nabijgelegen kernen
Thérouanne, Upen d'Aval, Upen d'Amont, Coyecques, Erny-Saint-Julien